# Tucson Gunners
I Tucson Gunners sono stati una franchigia di pallacanestro della WBA, con sede a Tucson, in Arizona, attivi nella stagione 1978-79.
Terminarono il loro unico campionato con un record di 32-16. Nei play-off vinsero 4-3 la finale con i Reno Bighorns. Scomparvero alla fine della stagione.

## Stagioni
| Stagione | Lega | Denominazione  | V  | P  | %    | Piazzamento | Play-off |
| -------- | ---- | -------------- | -- | -- | ---- | ----------- | -------- |
| 1978-79  | WBA  | Tucson Gunners | 32 | 16 | 66,7 | 1º          | Campioni |